# Marie Burger-Mathys
Marie Burger-Mathys, geborene Marie Mathys, spätere Marie Fritz-Mathys (* 23. Februar 1875 in Zofingen; † 10. Februar 1953 in Nussbaumen bei Baden), war eine Schweizer Konzertsängerin und Gesangspädagogin.

## Leben
Seit dem dritten Lebensjahr bis kurz vor ihrem Tode lebte Burger-Mathys in Aarau. Für ihre musikalische Ausbildung besuchte sie die Konservatorien in Zürich (Gottfried Angerer), Frankfurt und Berlin. Einen ersten grossen Auftritt hatte Burger-Mathys im Festspiel der aargauischen Zentenarfeier vom 4. bis 6. Juli 1903 als Argovia und Aarekönigin. Später gab sie wiederholt eigene Konzerte in der Schweiz, in Deutschland, Frankreich und Italien; jahrzehntelang war Fritz-Burger-Mathys eine vielgesuchte Sopransolistin für Liederkonzerte, Opern und Oratorien.
In erster Ehe war Marie Mathys mit dem Oberrichter Hans Burger, nach dessen Tod mit dem Architekten Max Fritz verheiratet. «Ihr gepflegtes Heim an der Westallee war während langer Zeit ein musisches Zentrum von Aarau.»

### Würdigung
Im Biographischen Lexikon des Aargaus attestierte Bruno Müller der Sängerin Burger-Mathys, ihre «aussergewöhnliche Begabung, unermüdliches Schaffen an der eigenen Vervollkommnung, persönlicher Charakter haben die Künstlerin zu höchster Anerkennung im In- und Ausland geführt».
Im Burgdorfer Tagblatt wurde am 8. April 1913 ihr Auftritt gelobt: «Ganz besonders gefallen hat die Sopranistin, Frau Marie Burger-Mathys, das frische Temperament dieser Sängerin; ihr dramatisch-belebter Vortrag lassen sie wie geschaffen erscheinen zur Verkörperung der leidenschaftlichen Partie der Nicaso. Man findet selten einen Sopran, der so mühelos auch in den höchsten Stimmlagen sich bewegt und über ein so weiches Forte verfügt. Aber nicht nur die dramatisch bewegten Stellen, auch die zart-musikalischen gelangen der Sängerin aufs beste und es wird die Jnnigkeit, mit der Frau Burger, die so überaus schöne Stelle vortrug: ‹In heilig süßen Stunden, Der reinsten Lieb und Treu, Da hab ich Gott gefunden!› allen Zuhörern unvergeßlich bleiben.»
Und bereits 1909 war in der Berner Zeitung Der Bund zu lesen: «Für die Konzerte vom Samstag abend und Sonntag nachmittag sind zur Mitwirkung Frau Marie Burger-Mathys, Sopran, und Frl. Lisa Burgmeier, Alt, aus Aarau, zugezogen worden. Beide Damen haben bereits zu verschieden Malen einzeln in Bern mit besten Erfolgen gesungen. Diesmal vereinigen sie sich auch zu Duetten, mit denen sie in letzter Zeit in mehreren Städten, so in Köln, in einem Konzert des General-Musikdirektors Steinbach, ausgezeichnet reüssierten.»